# Friedensdorf
Friedensdorf (letteralmente "villaggio della pace"; fino al 1950 Kriegsdorf, letteralmente "villaggio della guerra") è una frazione della città tedesca di Leuna, nella Sassonia-Anhalt.

## Storia
Friedensdorf costituì un comune autonomo fino al 1º gennaio 2010.